# Alonso de Salazar
Alonso de Salazar – hiszpański odkrywca, pierwszy europejski podróżnik, który dotarł do Wysp Marshalla. Miało to miejsce 21 sierpnia 1526.
Dowodził statkiem Santa Maria de la Victoria, który ocalał jako ostatni z wyprawy Frey Garcia Jofre de Loaysa'y.